# Juan Serrano Oteiza
Juan Serrano Oteiza, de vegades també conegut com a Juan Serrano y Oteyza (Madrid, 6 de maig de 1837 - 26 de març del 1886) fou un jurista, escriptor i polític espanyol, considerat com un dels primers intel·lectuals anarquistes d'Espanya.

## Trajectòria
Serrano Oteiza va aprendre del seu pare l'ofici de ventaller, però va dedicar la seva vida a l'activisme polític. Es desconeix si va arribar a tenir formació jurídica formal, si bé va escriure diverses obres de temàtica legal. No sembla que arribés a ser notari, com de vegades se li ha atribuït.
Va començar la seva militància política en les files del republicanisme federal per passar posteriorment a l'anarquisme, sent un dels primers propagandistes de les idees de Proudhon a Espanya. Durant la seva joventut va militar en associacions opositores a la monarquia d'Isabel II, la qual cosa provocaria el seu desterrament a València i Barcelona. Posteriorment va ingressar a Fomento de las Artes, un centre d'educació popular fundat a Madrid en 1847, del que va arribar a ser secretari primer i un dels seus membres més influents. Allí va conèixer Anselmo Lorenzo (que afirmaria posteriorment que allí va sentir per primera vegada a Serrano «expressar el pur criteri revolucionari, que coincidia perfectament amb el qual alguns anys més tard havia de portar-nos Fanelli») i va propagar les seves idees (autonomia, pacte, federació i propietat col·lectiva) entre els altres socis.
Després de la Gloriosa Revolució de 1868 i la caiguda d'Isabel II, va arribar a Espanya a la fi d'aquest any, Giuseppe Fanelli, l'introductor de l'anarquisme a Espanya. A Madrid, va difondre les seves idees entre els socis de Fomento de las Artes, de manera que a principis de 1869 es creava a Madrid una secció provisional de la AIT, en la que s'hi va integrar. Després de la constitució de la Federació Regional Espanyola, la secció espanyola de l'AIT, Serrano Oteiza va començar una intensa labor propagandista, especialment a través de la premsa. En 1872 va fundar amb Tomás González Morago El Condenado. La publicació va durar amb prou feines un any. Més tard crearia, també amb González Morago, El Orden, periòdic clandestí de la Federació Regional (1875-1878).
Després de la dissolució de la Federació Regional Espanyola, en la clandestinitat des de 1873, fruit de l'enfrontament entre marxistes i bakunistes, es va crear en 1881 la Federació de Treballadors de la Regió Espanyola (FTRE), dins de la legalitat. Dins de la FTRE, Serrano va ser el representant de la secció madrilenya en diferents congressos de la Federació celebrats entre 1882 i 1885 i membre de la seva Comissió Federal. Els seus posicionaments polítics "pactistes" i legalistes es van plasmar en la seva ponència al congrés de 1882 de Sevilla, en la qual va defensar el col·lectivisme i l'acció política de la Federació Obrera, oposant-se a l'anarcocomunisme insurreccional andalús (poc després van tenir lloc els controvertits fets de La Mano Negra, rebutjats amb rotunditat per la FTRE). En aquest congrés conegué Ricardo Mella, sobre qui exerciria una notable influencia, que seria el seu gendre en casar-se amb la seva filla Esperanza.
Entre 1881 i 1884 fou director de Revista Social, que fins al 1880 s'havia publicat a Barcelona i que amb Serrano ho va fer a Madrid, considerada el portaveu de la FTRE.
A més de la seva tasca periodística, Serrano Oteiza va dur a terme una intensa tasca com a escriptor, abordant no sol temes socials, sinó també jurídics. En 1876 va guanyar un certamen literari d'Alacant amb El pecado de Caín. No obstant això, la seva obra més destacada és la novel·la utòpica Pensativo, que va aconseguir una gran difusió i va resultar una de les obres premiades en el Primer Certamen Socialista, promogut per la FTRE a Reus (1885), que va constituir la manifestació cultural més important pels anarquistes espanyols fins llavors. El jurat considerà el seu "fons revolucionari". En aquesta obra, Serrano Oteiza promovia els posicionaments de la Comissió Federal de la FTRE, basats en el legalisme i en el col·lectivisme com a base de l'organització econòmica de la societat, amb el municipi i les associacions voluntàries de productors com a elements clau. D'aquesta forma, els personatges de la novel·la són capaços d'explotar una vall inhòspita i dotar-la de carreteres, escoles, fàbriques, hospitals... de manera que es va transformar en un "paradís promès".

## Obra

### Periodisme
Col·laborà en els periòdics:
- El Condenado.
- La Revista Social.
- La Fraternidad.
- El Orden.
- La Silber.
- La Voz de la Juventud.

### Jurídic
- Gaceta de Registradores y Notarios.
- Anuario del Legislador Español.
- Revista general de legislación y jurisprudencia.
- Manual arancelario (1878)
- Diccionario de la jurisprudencia administrativa, hipotecaria y notarial (1880).

### Literatura
- Cuadros sociales.
- Cupido sin alas.
- Dos mujeres.
- Historia de unas mujeres.
- Miserias de la riqueza.
- Odios políticos.
- El poeta y el mundo.
- La Quinta.
- Quien bien te quiere.
- El problema constituyente (1873).
- El pecado de Caín (1878).
- Almanaque para 1883. Biblioteca del proletariado (1882).
- Moral del progreso o la religión natural (1884).
- Pensativo (1885).